# William Richard Townsend
William Richard Townsend (* 1870 in Galway; † 28. November 1917, ertrunken in der Irischen See) war ein britischer Anwalt, der zu Beginn des 20. Jahrhunderts im Kolonialdienst in Gambia und Sierra Leone diente.

## Leben
Townsend wurde als Sohn von Edward und Judith Townsend geboren. Er schloss sein Studium am Trinity College in Dublin mit einem Bachelor of Laws ab.
Er wurde am 1. Mai 1902 zum Generalstaatsanwalt von Gambia ernannt, dem ersten in der Geschichte der Kolonie. Am 26. September 1902 wurde er in den Exekutiv- und Legislativrat Gambias berufen. Er wurde am 18. Januar 1907 zum Oberster Richter (Chief Justice of the Gambia) und am 22. Oktober 1908 zum Richter in Sierra Leone ernannt. Er wurde zum Bezirksrichter, aber auch zum Puisne-Richter am Obersten Gerichtshof ernannt. Am 16. November 1912 wurde er zum Generalstaatsanwalt der Goldküste ernannt.

## Familie
Townsend heiratete 1907 Emily Mabel Townshend. Sie war die Tochter von Richard Horatio Townshend und Frances Maria Maunsell. Er starb 1914, auf See getötet.